# Молчанов, Владимир Ефимович
Владимир Ефимович Молчанов (род. 9 февраля 1947, Ильская, Краснодарский край) — советский и российский поэт, прозаик, публицист, журналист. Член Союза писателей России, председатель Белгородского регионального отделения (1992—2020). Лауреат Большой литературной премии России (2017), лауреат литературных премий «Соловьи, соловьи…» им. А. Фатьянова, «Имперская культура» им. Э. Володина, «Прохоровское поле», премии Центрального федерального округа в области литературы, Большой литературной премии им. Р. Гамзатова, победитель авторского песенного конкурса «Моя малая родина». Заслуженный работник культуры Российской Федерации. Почётный гражданин Шебекино и Шебекинского района.

## Биография
Родился 9 февраля 1947 году в станице Ильская, ныне Краснодарского края в семье Ефима Филипповича и Надежды Тихоновны Молчановых. Детство и юность провёл на Белгородчине, семья проживала в селе Новая Таволжанка Шебекинского района. После завершения обучения в школе, поступил и успешно окончил Белгородское музыкальное училище. Стал работать преподавателем музыки в Шебекинской музыкальной школе. Позже был призван в ряды Советской армии. В 1976 году завершил обучение в высшем учебном заведении, окончил отделение журналистики филологического факультета Воронежского государственного университета. В разные годы Владимир Молчанов трудился в клубе баянистом, воспитателем школьной комнаты, учителем пения и музыки, корреспондентом районной газеты, старшим редактором книжного издательства.
Его журналистские публикации активно печатались в журналах: «Дружба», «Юность», «Новый мир», «Подъем», «Прапор», в еженедельнике «Литературная Россия» и других.
Активный участник литературного сообщества. Автор большого количества поэтических сборников. Первые литературные сочинения появились в 1966 году и были опубликованы в некоторых газетах Белгородской области. Его стихотворения печатались в журналах: «Новый мир», «Наш современник», «Дружба», «Юность», "Роман-газета XXI век, «Всерусский собор», «Российский колокол», «Родная Ладога», «Простор», «Лик», «Родная Кубань», «Славянин» и в других в газете «День литературы», еженедельнике «Литературная Россия», альманахах «Светоч», «Академия поэзии», «Встречи», «Рать», «Рубежи». Его литературные произведения переводились на болгарский, немецкий, украинский, польский, и азербайджанский языки. На поэтические строчки Молчанова написано множество музыкальных произведений.
Являлся членом Союза писателей СССР с 1990 года, а затем членом писателей России. С 1983 года является членом Союза журналистов России, с 2001 года член-корреспондент Академии Поэзии. С 1992 по 2020 годы являлся председателем Белгородского регионального отделения «Союза писателей России».
Проживает в Белгороде Белгородской области.

## Награды и премии
- Медаль ордена «За заслуги перед Отечеством» II степени,
- медаль Русской православной церкви святителя Иннокентия, митрополита Московского и Коломенского,
- медаль ордена «За заслуги перед Землёй Белгородской» I и II степеней,
- «Заслуженный работник культуры Российской Федерации».
- Почётный гражданин города Шебекино и Шебекинского района.

- Лауреат премии Большой литературной премии им. Р. Гамзатова (2012);
- лауреат литературной премии «Соловьи, соловьи…» им. А. Фатьянова;
- лауреат литературной премии «Имперская культура» им. Э. Володина;
- лауреат Большой литературной премии России, за поэтические сборники «Село моё вербное» и «Пришла пора» (2017);
- победитель авторского песенного конкурса «Моя малая родина».